# Stenucha minca
Stenucha minca är en fjärilsart som beskrevs av William Schaus 1905. Stenucha minca ingår i släktet Stenucha och familjen björnspinnare. Inga underarter finns listade i Catalogue of Life.